# Otto Braun (1872-1955)
 (mai 2018).
Si vous disposez d'ouvrages ou d'articles de référence ou si vous connaissez des sites web de qualité traitant du thème abordé ici, merci de compléter l'article en donnant les références utiles à sa vérifiabilité et en les liant à la section « Notes et références ».
Pour les articles homonymes, voir Braun et Otto Braun.
Otto Braun est un homme politique allemand de la république de Weimar, membre du Parti social-démocrate d'Allemagne (SPD), né le 28 janvier 1872 à Königsberg en Prusse orientale et mort le 15 décembre 1955 à Locarno en Suisse où il s'était exilé.
Il fut, de 1920 à 1932 presque sans discontinuer ministre-président de Prusse, le plus grand des Länder allemands de l'époque, jusqu’à être destitué en 1932 lors du "coup de Prusse" organisé par le chancelier Franz von Papen. Otto Braun tentât de s'opposer à cette action illégale par des mesures juridiques, mais sans effet significatif malgré un procès gagné devant le tribunal du Reich.
À sa tête, Otto Braun tentât de faire de l'État libre de Prusse, un « bastion républicain » au sein de la République de Weimar. Parfois surnommé le « Tsar rouge de Prusse » ou le « dernier roi de Prusse », il mena une politique de réforme qui fut controversée, mais qui resta toujours dans le cadre de la légalité. Avec l'arrivée au pouvoir d'Adolf Hitler, la politique de réforme de Braun fut rapidement et profondément révisée, et Braun dut s'exiler.

## Biographie
Braun était le fils d'un artisan qui connu la déchéance sociale, passant de maître cordonnier indépendant à de garde-barrière. Après une courte scolarité, Otto Braun suivit un apprentissage d'imprimeur. C'était un personnage impressionnant de près d'un mètre quatre-vingt-dix et large de corps. Volontaire, il était doté d'un talent d'organisateur et d'une capacité remarquable de meneur d'équipes. Cependant, en tant qu'orateur et acteur il était largement inférieur aux autres hommes politiques de la République de Weimar. Braun, qui pensait et abordait les problèmes de manière objective et pragmatique, manquait à la fois d'habileté rhétorique et de la capacité à entraîner un auditoire. Malgré le pragmatisme de sa politique, il s'est toujours laissé guider par sa profonde conviction humaniste du droit des hommes à la liberté et à l'égalité.
Peu d'informations nous sont parvenues sur sa femme Emilie, née Podzius. Il l'a rencontrée dans les années 1890 lors d'une réunion du parti où il était orateur, et ils se marièrent à Königsberg le 3 avril 1894. Emilie était discrète et repliée sur elle-même. Pendant la période où Braun était ministre-président, elle n'est jamais apparue en public. Elle était également amie avec Käthe Kollwitz. En 1927, Emilie étant atteinte d'une maladie incurable, la vie du couple se limita en grande partie à sa maison. Selon des témoins oculaires, Braun s'est occupé de sa femme avec dévouement, et sa fuite en Suisse en 1933 semble avoir été principalement motivée par son inquiétude pour Emilie. Son seul enfant, Erich, est mort de la diphtérie en 1915 à l'âge de 21 ans durant la Première Guerre mondiale alors qu'il était volontaire de guerre. Cette perte a profondément affecté Braun.
Otto Braun aimait et allait souvent à la chasse, ce qui lui valut quelques attaques personnelles. On lui a reproché à droite de ne pas chasser dans les règles de l'art et à gauche de pratiquer un hobby aristocratique.
Braun s'engage très tôt dans la social-démocratie. Influencé par l'anarcho-syndicalisme, il fait d'abord partie de l'aile gauche du parti. A l'âge de vingt ans, il publie presque seul un journal et fut à cette époque la principale figure organisationnelle du SPD en Prusse orientale. Il passa la majeure partie de sa vie en tant que politicien professionnel, d'abord comme député, puis comme ministre et enfin comme ministre-président. Après la prise du pouvoir par les nationaux-socialistes, Braun se réfugie en Suisse le 4 mars 1933, où il rédige en 1940 ses mémoires. Après la fin de la Seconde Guerre mondiale, il reste en exil en Suisse ou il restera jusqu'à la fin de sa vie. Il continua à assister aux congrès du SPD, mais se tint sinon à l'écart de la vie politique. Bien qu'il ait souvent été décrit comme un homme dur et ne faisant pas de place aux sentiments, ses amis proches et ses connaissances le considéraient comme très sentimental et guidé par de profondes convictions humanistes.
Pendant la République de Weimar, Braun fit partie de l'organisation de lutte pour la défense de la République Reichsbanner Schwarz-Rot-Gold.

## Au SPD
La carrière de Braun fut assez typique de celle de nombreux fonctionnaires du SPD sous la République de Weimar.
Braun s'engage illégalement au SPD alors interdit par les lois antisocialistes à 16 ans. Il devint président de l'association électorale ouvrière de Königsberg et plus tard producteur, rédacteur et imprimeur de différents magazines sociaux-démocrates. Dans une région où plusieurs tentatives du SPD d'établir un journal de parti s'étaient soldées par des échecs, Braun fonda un journal à succès, sans capital de départ, avec un soutien minimal de la direction du parti et dans des conditions de distribution qui semblaient aventureuses dans une région rurale dominée par la grande agriculture.

À cette époque, il était en contact avec les ouvriers agricoles de Prusse orientale et devint ainsi un expert en politique agricole au sein du parti ainsi qu'un adversaire à vie des « Landjunker » de l'Est de l'Allemagne.Dans son ouvrage ultérieur Das ostelbische Landproletariat und die Sozialdemokratie, il écrit
« La population rurale de l'Est de l'Elbe, exploitée et privée de ses droits, est donc le socle sur lequel repose en grande partie le pouvoir de la junquerie de l'Est de l'Elbe et sur lequel elle mène sa politique de pillage affamant et privant le peuple de ses droits.

Mais ce socle peut pourrir dans la mesure où les principes sociaux-démocrates peuvent se propager parmi les groupes de population qui la composent.»
En 1892, Braun est condamné à deux mois de prison pour lèse-majesté. En novembre 1903 Braun est arrêté et en 1904, une procédure pour haute trahison est engagée contre lui et huit autres sociaux-démocrates. Les accusateurs lui reprochent d'avoir importé en Russie des écrits anarchistes et appelant au renversement du tsar. Braun passa plus de cinq mois en détention préventive. Lors du procès de la société secrète de Königsberg, Braun fut défendu par Hugo Haase, qui révéla à cette occasion la collaboration de la police prussienne avec les services secrets russes Okhrana. Les preuves furent considérées comme non valables par le tribunal. De plus, à cette époque, la haute trahison envers des monarques étrangers n'était punissable en Allemagne que si un accord de réciprocité avait été conclu avec le pays concerné ce qui n'était pas le cas avec la Russie. Braun fut donc acquitté.
En 1898, il devint président du SPD de Prusse orientale, et en 1905, il occupa son premier poste au sein du parti au niveau du Reich en tant que membre de la commission de contrôle. En 1911, Braun devint caissier principal du comité directeur du SPD, dont il fait partie jusqu'en 1917. En 1913, il obtient un mandat à la Chambre des députés de Prusse. Bien qu'appartenant au départ à l'aile gauche du parti, il ne faisait pas partie du même monde que les spartakistes et les communistes. Il trouvait leur argumentation trop éloignée du monde, trop théorique et trop peu orientée vers des objectifs réalisables et pratiques.
Il critiquait Rosa Luxemburg pour sa « ses manières odieuses de maitresse d’école ».
Pendant la Première Guerre mondiale, il reste du côté du Parti social-démocrate majoritaire d'Allemagne (MSPD) et soutient la politique dite de paix civile du parti qui avait pour but d'éviter les conflits politiques internes en Allemagne pendant la guerre.
En 1917, il participe à l'organisation de la grève de janvier et, en 1918, il devient membre du conseil des ouvriers et des soldats de Berlin pour le MSPD. Braun, qui tenait à la fiabilité et à l'efficacité, ne fut pas heureux au sein du conseil, les majorités y étant souvent changeantes, la composition du personnel dépendant fortement du hasard, et les discussions ne portant souvent pas sur des questions pratiques mais se perdant dans des débats idéologiques. De cette période, il garda toute sa vie une aversion pour « le désordre des conseils ».
En 1919/1920, Braun fait partie de l'Assemblée nationale de Weimar.
De 1920 à 1933, il est membre du Reichstag allemand. En raison des conflits d'intérêts entre le Reich et la Prusse et du caractère souvent entreprenant et non conventionnel de Braun, une distance se crée entre lui et la direction du SPD. Alors que Braun, en tant que pragmatique, favorisait en Prusse les intérêts de la coalition SPD/DDP/Zentrum, pour la direction du parti les intérêts du SPD devaient passer naturellement être prioritaires. Après la réunification avec le Parti social-démocrate indépendant d'Allemagne (USPD) les conflits se multiplièrent. Les rivalités personnelles, notamment entre les deux figures de proue Braun et Otto Wels, continuèrent à détériorer le climat, Braun reprochant à la direction du SPD d'agir de manière irresponsable, celle-ci affirmant que Braun se comportait de manière irréfléchie envers le parti et manquait de respect pour les principes sociaux-démocrates.
La rupture a lieu lorsque Braun inaugure à Berlin à la fin des années 1920 la Neue Wache restaurée comme mémorial de la Première Guerre mondiale. Alors que la droite refusait d'honorer le mémorial d'un « traître à la patrie », le rejet unanime de la gauche politique et de la social-démocratie affecta profondément Braun, personnellement touché par la mort de son fils.

## Au gouvernement de Prusse

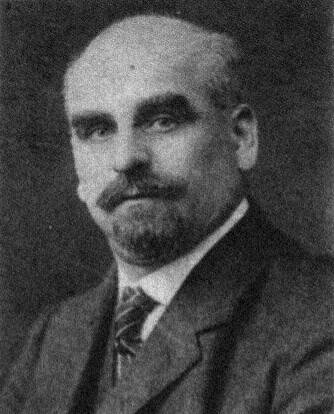
Otto Braun en tant que membre de l'Assemblée nationale de Weimar, 1919.

Otto Braun était déjà membre de la Chambre des représentants de Prusse sous l'Empire. En 1918, il devient ministre de l'agriculture du Land sous Paul Hirsch. Braun s'opposa alors au démantèlement de la Prusse qu'il percevait comme un havre d'ordre démocratique en Allemagne. Il craignait en outre que le démantèlement de la Prusse, qui représentait environ les deux tiers du territoire de l'Empire allemand mais dont la composition était très hétérogène, ne renforce les revendications d'annexion des puissances victorieuses.
En tant que ministre de l'Agriculture, il tenta une réforme agraire qui devait avant tout priver les puissants propriétaires terriens à l'est de l'Elbe de leur pouvoir. Il voulut mettre en place une politique de colonisation qui devait installer d'anciens soldats sur des terres en friche : ainsi, les soldats auraient eux-mêmes trouvé un emploi civil, et en même temps la situation alimentaire tendue dans le Reich se serait améliorée. La résistance acharnée des grands agronomes, l'attitude hésitante de Hirsch et la situation juridique contraire aux plans de Braun firent largement échouer les plans.

Lorsque les exigences des Alliés pour le traité de Versailles furent connues le 7 mai 1919, l'indignation de l'opinion publique et des dirigeants politiques ne connut aucune limite. Le 21 mai 1919, Otto Braun déclara à Lyck :
« Jamais dans l'histoire du monde on n'a commis une escroquerie aussi éhontée contre un peuple qu'ici. ... Le gouvernement de l’État prussien et le gouvernement du Reich, en accord avec l'ensemble des représentants du peuple, ont adopté le point de vue selon lequel ce traité est de nature à conduire le peuple allemand à un esclavage permanent, et qu'il est donc pour nous totalement inacceptable et ne doit pas être signé ».

- Otto Braun

### Ministre-président
Braun a été ministre-président de Prusse de mars 1920 à mars 1921, de novembre 1921 à janvier 1925 et d'avril 1925 à mai 1932. Ironiquement, il ne devint ministre-président que parce que ses adversaires le trouvaient plus dangereux en tant que ministre de l'Agriculture et ils influencèrent en conséquence les autres partis de la coalition. Il était ainsi l'homme le plus puissant de l'État fédéral le plus grand et le plus peuplé de la République de Weimar. Hormis de brèves interruptions dues à l'instabilité politique de la République, il occupa ce poste pendant douze ans, jusqu'au coup d'État de 1932.
Les principaux problèmes auxquels Braun dut faire face furent ses conflits avec les grands propriétaires terriens et leur allié le Parti populaire national allemand (DNVP), les tensions avec la Pologne ainsi qu'avec la minorité polonaise de Prusse à propos des frontières et des minorités, et l'occupation et la lutte pour la Ruhr. Sa fonction fut rendue plus difficile par un conflit avec le maire de Cologne Konrad Adenauer, au sujet du statut de la Rhénanie dans l'État prussien. À cela s'ajouta également sa petite guerre avec la famille des Hohenzollern au sujet de leur propriété familiale, qui mena jusqu'au référendum sur l'expropriation des princes en 1926. La stabilité de la coalition au pouvoir en Prusse dépendait du Zentrum. En effet, celui-ci aurait pu la plupart du temps, former une coalition droite avec le DNVP et le Parti populaire allemand (DVP), comme il l'a d'ailleurs fait à plusieurs reprises au niveau du Reich.

### La Prusse, "bastion de la démocratie"
Braun mena à cette époque une politique ambitieuse au milieu d'un champ politique traversé par les tensions. Le principal avantage de Braun par rapport à la politique du Reich était d'une part les résultats électoraux, la coalition de Weimar conservant toujours une courte majorité au Landtag même quand elle fut au perte de vitesse à l’échelle du Reich, et d'autre part la constitution prussienne, selon laquelle le ministre-président était élu par le Landtag et pouvait donc, contrairement au chancelier du Reich, compter la plupart du temps sur une majorité au Parlement. Ernst Heilmann (SPD) et Joseph Hess (Zentrum) contribuèrent largement à la cohésion des groupes parlementaires du gouvernement.
Les principaux alliés de Braun furent les deux ministres de l'Intérieur sociaux-démocrates du Land, Carl Severing et Albert Grzesinski. La coalition qu'il dirigeait était composée des partis de la coalition de Weimar, ainsi que du DVP jusqu'en 1924. Les principaux points de conflit dans la coalition furent, d'une part la politique scolaire et d'autre part les disputes concernant l'occupation des postes de fonctionnaires. Alors que le Zentrum favorisait les écoles confessionnelles liées à l'Église, le SPD et le parti démocratique allemand (DDP) misaient sur des écoles publiques religieusement indépendantes. En ce qui concerne le recrutement des fonctionnaires, il y avait des divergences sur la question de savoir si celui-ci devait se faire en premier lieu d'un point de vue politique et favoriser les candidats démocrates et favorables a la république ou en priorité en fonction de la compétence professionnelle qui, en raison du recrutement de la relève des fonctionnaires jusqu'en 1919, donnait une grande prédominance aux fonctionnaires conservateurs et opposés à la République. Enfin, les partenaires de la coalition critiquaient souvent la politique agricole, qui leur apparaissait surtout comme trop socialiste.
En raison de son style de gouvernement autoritaire, Braun fut surnommé le tsar de Prusse, la Prusse elle-même étant considérée sous son gouvernement comme un bastion démocratique. Les changements de gouvernement étaient beaucoup moins fréquents que dans le Reich, Braun restant au pouvoir pendant presque toute la période.

### Une politique réformiste
Durant le mandat de Braun, une réforme foncière et une réforme démocratique de l'enseignement furent partiellement réalisées. L'un des objectifs prioritaires du gouvernement Braun était de recruter des démocrates dans la fonction publique et surtout dans la police et, en particulier après le putsch de Kapp, le gouvernement prit des mesures disciplinaires conséquentes contre les fonctionnaires déloyaux. Le ministre de l'Intérieur Grzesinski a résumé le programme lors de son entrée en fonction en 1926 ainsi :
- Lutte contre les ennemis de la République..
- Consolidation du pouvoir de l’État, notamment par le développement de l'exécutif policier.
- Élimination des hauts fonctionnaires réactionnaires de l'administration publique et leur remplacement par des défenseur de la Constitution de Weimar, y compris parmi les larges couches du peuple..
- Suppression des prérogatives junkers encore existantes en Prusse par la suppression des districts fonciers.
- Lancement et mise en œuvre de la réforme administrative de l'État et des collectivités locales.

Presque tous les présidents en chef, présidents de gouvernement, conseillers régionaux et commissaires de police de Prusse furent remplacés par Braun et le ministre de l'Intérieur Carl Severing. La police prussienne en particulier était considérée comme l'un des principaux garants de la République de Weimar après sa réorganisation par Wilhelm Abegg. À la fin, elle était forte d'environ 50.000 hommes, majoritairement républicains et en partie paramilitaire. Même à l'époque des combats de rue, qui devinrent fréquents à la fin des années 1920 et au début des années 1930, elle sut s'imposer.
Cependant, comme il n'y avait guère de démocrates ayant déjà une formation de fonctionnaire ou même une longue expérience de la fonction, le remaniement ne put être que partiel. En particulier à certains niveaux plus bas, le gouvernement dut maintenir en poste de nombreux fonctionnaires fidèles à l'empereur. Ce sont surtout les partis conservateurs et bourgeois qui s'opposèrent avec véhémence à une réaffectation politique des postes, bien que le DDP et le DVP se soient vu attribuer un nombre de postes supérieur à la moyenne dans les organes de direction de l'administration. La réintégration du DVP dans le gouvernement prussien échoua à plusieurs reprises principalement à cause de cette question.

### Élection présidentielle de 1925
Lors des élections présidentielles de 1925, Braun se présenta à la succession de Friedrich Ebert à la présidence du Reich face au candidat du Zentrum Wilhelm Marx, à Karl Jarres du DVP et à Ernst Thälmann du KPD. Les sociaux-démocrates misaient avec lui sur une figure de proue connue dans tout le Reich et dont la mentalité n'était pas sans rappeler celle d'Ebert. Au premier tour, il obtint 29,1% des voix, un résultat bien meilleur que celui du SPD lors des dernières élections au Reichstag. Comme le centre refusait de soutenir un candidat social-démocrate au second tour, Braun se retira en faveur de Marx qui avait opbtenu 14.5%. Mais Marx ne parvint pas non plus à s'adresser à la droite conservatrice, et il perdit face à Paul von Hindenburg.

### Fin de la République de Weimar
Surprenamment, Braun eut tout d'abord de bonnes relations avec le nouveau président Hindenburg. Le ministre-président était l'un des rares hommes à rencontrer Hindenburg d'égal à égal. Il n'était ni trop prisonnier de l'ancien système pour ne pas voir, à côté du héros vénéré et du vétéran de la guerre mondiale célébré, l'homme « complètement naïf sur le plan politique » (Braun), ni ne souffrait du complexe, très répandu dans la social-démocratie de l'époque, de l'arriviste social face aux anciennes élites au pouvoir. Ils trouvèrent un terrain d'entente grace a leur passion mutuelle pour la chasse en Prusse orientale. Hindenburg considérait Braun comme un homme politique qui ne pensait pas en termes de grandes théories idéologiques, mais qui était a l'inverse ouvert, pragmatique et axé sur la politique quotidienne. Hindenburg constata après leur première rencontre :
« Mes amis de Hanovre m'avaient dit qu'Otto Braun était un agitateur fanatique. Maintenant, je vois qu'il est un homme tout à fait raisonnable, avec lequel on peut parler de tout ».
A long terme cependant, Braun ne su pas s'imposer contre l'entourage du président. Après l'interdiction du casque d'acier rhénan en octobre 1929 dont Hindenburg était membre d'honneur, il prit l'interdiction de manière personnelle et la confiance entre les deux hommes fut détruite ; le président était prêt à se ranger politiquement derrière le coup de la Prusse.
Dans la phase finale de la République de Weimar, Braun tenta de prendre des mesures offensives contre les nationaux-socialistes. En plus de l'interdiction du casque d'acier rhénan, il obtint, avec la police prussienne et les ministres de l'Intérieur Carl Severing et Albert Grzesinski, l'interdiction de la SA dans tout le Reich. La sécurité de l'État travailla de manière relativement ciblée et avec succès contre le NSDAP, mais ses pouvoirs et ses possibilités étaient limités. Après l'échec de la grande coalition dans le Reich, le SPD soutint le gouvernement Brüning au Reichstag, surtout afin que le Zentrum en Prusse continue à soutenir Braun et que la police prussienne reste ainsi sous le commandement de démocrates.
La majorité de Braun s'effaça cependant lentement, d'autant plus que les opposants à la République de Weimar se décidèrent à collaborer entre eux contre le gouvernement. En 1930, le DNVP et le KPD déposèrent une motion de censure commune au Parlement. En 1931, le casque d'acier, soutenu par le NSDAP, le DNVP, le DVP et le KPD, tenta de faire passer une motion populaire visant à destituer le gouvernement en Prusse,.

### Coup de Prusse

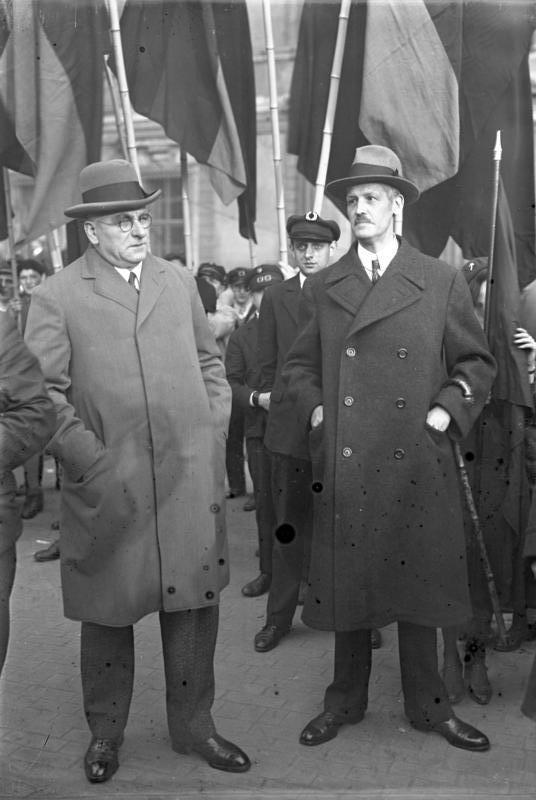
Otto Braun (à gauche) et Rudolf Breitscheid, 1932.

Lors des élections du 24 avril 1932, pour la première fois la coalition de Weimar n'obtint pas la majorité lors d'élections au Landtag de Prusse. Comme il n'était pas possible de former un gouvernement disposant d'une majorité parlementaire, Braun et son cabinet restèrent en fonction par intérim après avoir présenté formellement leur démission, conformément à l'article 59 de la Constitution du Land. Braun lui-même avait déjà été touché dans son corps par un malaise dans la nuit du 22 au 23 avril après les efforts de la campagne électorale. Lorsqu'il devint évident que le gouvernement resterait en place, Braun confia les affaires courantes au politicien du centre Heinrich Hirtsiefer (de) et alla s'installer à Berlin-Zehlendorf. Le matin du 20 juillet 1932, un fonctionnaire ministériel lui apporta la lettre de licenciement du chancelier Franz von Papen. Braun réagit au « coup de la Prusse » en essayant de se rendre chez Papen. Cependant, sa voiture de fonction avait déjà été confisquée, Braun resta à Zehlendorf et prépara, au nom du gouvernement prussien, une plainte auprès de la Cour d'État du Reich.
Le mauvais résultat des élections et la santé gravement atteinte de Braun permirent à Papen d'éliminer le principal bastion du pouvoir des partis républicains. Le prétexte du dimanche sanglant d'Altona (de), permit de présenter l'exécution du Reich une manœuvre de rétablissement du calme et de l'ordre. Braun resta officiellement ministre-président, mais ses pouvoirs furent transférés à Papen en tant que commissaire du Reich.
Le 25 juillet, la Cour d'État refusa d'émettre une injonction provisoire contre l'ordonnance d'urgence de Hindenburg concernant le rétablissement de la sécurité et de l'ordre publics sur le territoire du Land de Prusse. Braun passa ensuite l'été en vacances de repos à Bad Gastein, en Autriche, et à Ascona, en Suisse. À partir de la mi-octobre, Braun était de nouveau à Berlin. Le 25 octobre, la Cour d’État (Staatsgerichtshof) jugea dans l'affaire Prusse contre Empire que les mesures prises par Papen et Hindenburg n'étaient pas légales, mais que le résultat devait être toléré. Le gouvernement Braun continua à conserver ses droits constitutionnels vis-à-vis du Landtag, du Reichsrat et du gouvernement impérial, ainsi que ses émoluments ministériels.(RGZ 138, annexe p. 1-43). Les entretiens avec Papen et Hindenburg le 29 octobre n'apportèrent aucun progrès. Juridiquement, Braun était toujours ministre-président de Prusse, mais son seul pouvoir consistait à présider des réunions sans importance du gouvernement de souveraineté et à représenter la Prusse au Conseil impérial, tandis que le commissaire impérial Papen révisait les réformes des douze dernières années. L'installation de Kurt von Schleicher comme commissaire du Reich n'apporta pas de différences notables. Ce n'est qu'après l'arrivée d'Hitler au pouvoir que les choses allaient changer. Avec l'aide de Papen, Hermann Göring obtint un nouveau décret d'urgence de Paul von Hindenburg qui destitua officiellement le gouvernement de souveraineté sans importance. Une fois de plus, les actions de Braun se limitèrent à la mise en place d'un gouvernement de coalition le 7 octobre.
Ce n'est qu'à la suite du décret sur l'incendie du Reichstag et à des avertissements selon lesquels sa vie était menacée que Braun se décida à prendre la fuite. Le 4 mars 1933, il franchit la frontière autrichienne en voiture. La direction du SPD ne lui pardonna pas cette fuite, qui fut connue avant la fermeture des bureaux de vote lors des élections au Landtag et au Reichstag qui eurent lieu le 5 mars. Elle fut ressentie comme une désertion, avec des conséquences potentiellement désastreuses sur le résultat des élections et un effet démoralisant pour les défenseurs de la République. Il n'y eut par la suite pratiquement aucun contact entre Braun et la direction du parti en exil, la Sopade.
Braun lui-même s'est souvent vu reprocher de s'être rendu sans combattre et de ne pas avoir, par exemple, déclenché la grève générale ou tenté de récupérer ses pouvoirs avec l'aide de la police de protection prussienne, forte à l'époque de 50 000 hommes. Rétrospectivement, le comportement de Braun pendant le coup de Prusse met en évidence l'impuissance des forces démocratiques face à un ennemi qui ne se sentait contraint ni par l'ordre ni par la loi en vigueur. Lui-même estimait toutefois qu'une action plus directe était sans espoir au vu des rapports de force politico-militaires en 1932. Selon lui, cela aurait provoqué une effusion de sang inutile.

## En exil
Après avoir été averti par l'entourage du président du Reich d'une vague d'arrestations, Braun se réfugie à Ascona, en Suisse, qu'il connaissait déjà comme lieu de vacances. En Suisse, toute activité politique et tout travail rémunéré lui furent interdits. Braun avait pu sauver la plus grande partie de sa fortune, mais il l'avait dépensée dans l'achat d'un terrain et d'une maison et avait même contracté des hypothèques à cet effet, dans la certitude de pouvoir toucher sa pension de ministre-président de Prusse. Une fois qu'il fut clair qu'il ne toucherait pas de pension et qu'il devrait vivre presque sans argent, Braun se retira, déprimé, dans le jardinage. Dans une lettre, il écrivit qu'il ruminait « toute la misère de ma misérable existence » et qu'il se demandait : « Comment, à 62 ans, en tant qu'homme usé, encore fortement gêné dans mes mouvements par ma femme paralysée, pourrais-je me créer une nouvelle existence dans les conditions actuelles ? ». Il paraissait incroyable à la Gestapo que le tsar rouge se contente de cultiver des pommes de terre en exil, mais elle ne trouva aucune preuve convaincante du contraire.
En été 1937, un avocat tenta de recouvrer cinq cents marks de dettes via la Suisse. Braun s'efforça sans succès de louer ou de vendre sa maison. Par peur de l'huissier, il quitta finalement la Suisse pour la France. À Paris, il eut pour la première fois un contact plus étroit avec le SPD, mais on remarqua qu'il cherchait surtout à justifier ses actes. Ses amis réussirent à le convaincre d'écrire ses mémoires. Braun s'enfouit dans les dossiers et en 1938, son manuscrit Von Weimar zu Hitler fut terminé. Fin 1939, son testament politique parut dans une version fortement abrégé en raison de la censure de l'armée suisse.
Désormais en mesure de louer sa maison d'Ascona à un bon prix, il put retourner en Suisse y vivre jusqu'au début de la guerre sans risquer de graves soucis financiers. Sa situation se dégrada à nouveau par la suite. Ne trouvant plus de locataire, Braun dut retourner dans sa maison sans revenus. Les revenus de son livre ne suffisaient même pas à payer les intérêts hypothécaires de sa maison, et durant l'été 1941, Braun vendit sa montre et « d'autres choses dont on peut se passer et qui peuvent être transformées en argent ». Il passa une grande partie de son temps au lit, victime de crises de rhumatisme. Il écrivit à son confident le plus proche, Herbert Weichmann, que « lorsque je me promène de table en table comme un étudiant mendiant, je ne peux guère m'empêcher d'éprouver un sentiment déprimant ».
C'est l'ancien député du Reichstag Heinrich Ritzel (de) qui ramena Braun à la vie sociale. Il le mit en contact avec le social-démocrate bavarois Wilhelm Hoegner et l'ancien chancelier Joseph Wirth. Ensemble, ils élaborèrent des plans pour un éventuel ordre d'après-guerre et tentèrent de le faire accepter par les Alliés. Ritzel leur procura un modeste soutien financier de la part de l'Œuvre suisse d'entraide ouvrière, ce qui permit au moins à Braun de ne plus avoir à mendier.

## Postérité
Bien qu'il ait été l'un des hommes les plus puissants de la République de Weimar, Braun a largement disparu des mémoires après la Seconde Guerre mondiale. Ses idées sur la politique d'après-guerre n'ont pas pu s'imposer, ses opinions politiques et ce qu'il symbolisait ne correspondaient à la nouvelle situation en Allemagne. L'ancien État libre de Prusse était désormais réparti entre les quatre États que sont la République fédérale d'Allemagne, la République démocratique allemande, la Pologne et l'Union soviétique, et l'idée d'un socialisme démocratique et républicain contredisait de plus en plus les conceptions politiques tant occidentales qu'orientales de la guerre froide. Dans la zone soviétique et la future RDA, il était, en tant que social-démocrate et en tant que Prussien bien trop proche de ce que l'on appelle le revanchisme pour pouvoir être apprécié à sa juste valeur. En République fédérale, Konrad Adenauer, adversaire convaincu du prussianisme et du socialisme et adversaire de Braun, fut au pouvoir pendant de longues années. En outre, l'engagement de Braun en faveur de la République a été éclipsé pendant de longues années par son échec final et sa passivité généralisée lors du coup de force contre la Prusse.
Ce n'est que dans les années 1970 que les historiens ont commencé à s'intéresser à nouveau à Otto Braun. Hagen Schulze a évoqué Braun dans une biographie complète. Pour Sebastian Haffner, Braun était « sans aucun doute le talent politique le plus fort et la personnalité politique la plus forte de la social-démocratie allemande à l'époque de la République de Weimar ».

## Hommages et références

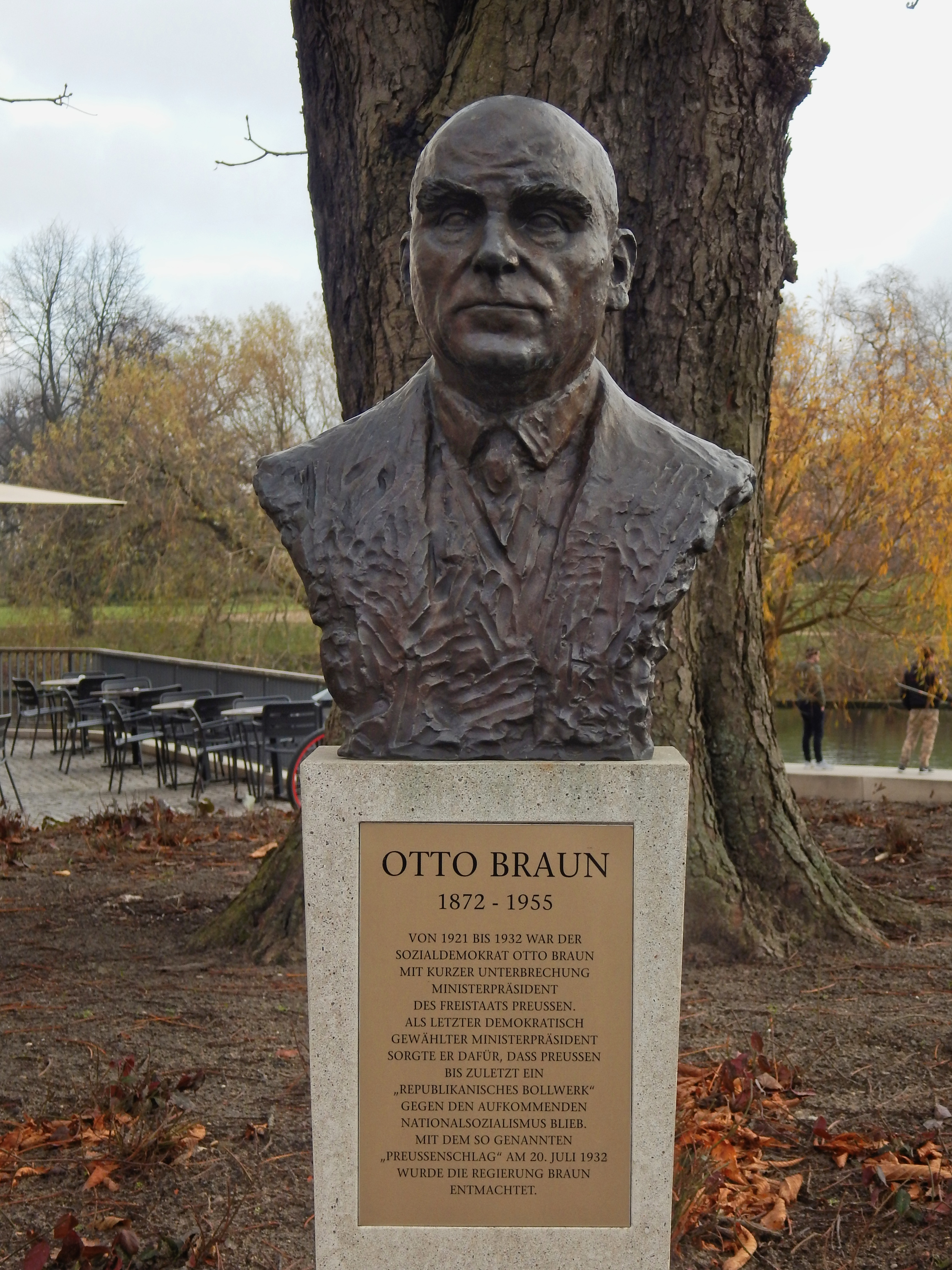
Monument sur la place Otto Braun à Potsdam.

Dans le quartier de Sonnenhof, à Pforzheim, il existe une rue Otto Braun depuis la création de ce quartier en 1968/1970. Une rue Otto Braun se trouve également dans le quartier de Vahr à Brême.
Le 30 janvier 1980, la bibliothèque d'État de Berlin a donné le nom d'Otto Braun à une grande salle de réunion dans son bâtiment 2 de la Potsdamer Straße. On y trouve un buste en bronze de Braun sculpté par Hermann Brachert.
Le 30 juin 1987, une pierre commémorative a été érigée au croisement de la Gilgestraße et de la Potsdamer Chaussee à Berlin-Zehlendorf, non loin de l'ancienne maison d'Otto Braun (aujourd'hui Gilgestraße 3).
Après la chute du mur de Berlin et les bouleversements politiques, l'ancienne Hans-Beimler-Straße a été rebaptisée Otto-Braun-Straße le 1er novembre 1995. Les efforts visant à donner le nom d'Otto Braun à la place située devant la Chambre des députés de Berlin sont tombés à l'eau après les élections à la Chambre des députés de 1995. À Potsdam, la place située entre le château de la ville et Alter Fahrt a été baptisée Otto-Braun-Platz le 19 mars 2013, et un buste d'Otto Braun y a été dévoilé le 10 novembre 2015.
À l'occasion de son 150e anniversaire, la Deutsche Post AG a émis un timbre-poste spécial d'une valeur faciale de 100 centimes d'euro, dont la première date d'émission est le 3 janvier 2022. Le graphiste Florian Pfeffer de Brême en est l'auteur.